# María Isabel Salinas García
María Isabel Salinas García (* 23. Juni 1966 in Níjar) ist eine andalusische Politikerin (PSOE).
Salinas García legte das Diplom in Flamenco ab, studierte Jura und arbeitete als Tanzlehrerin. Sie gehörte dem regionalen Exekutivausschuss der PSOE Andalusien und dem Provinzexekutivausschuss der PSOE von Almería an. Sie war ferner Referentin für Frauen- und Zuwanderungsfragen, gehörte dem Bundesausschuss der PSOE an und war Generalsekretärin der Ortsgruppe der Sozialdemokraten von Níjar. Mitglied des Bundesvorstands der PSOE.
Salinas García war Mitglied des Gemeinderats von Níjar und Provinzbeauftragte für Kultur in der Regionalregierung von Andalusien. Von 1996 bis 2000 war sie Mitglied des Spanischen Parlaments, von 2004 bis 2009 gehörte sie dem Europäischen Parlament an.

## Weblink
- María Isabel Salinas García in der Abgeordnetendatenbank des Europäischen Parlaments

| Personendaten    | Personendaten                |
| ---------------- | ---------------------------- |
| NAME             | Salinas García, María Isabel |
| KURZBESCHREIBUNG | spanische Politikerin, MdEP  |
| GEBURTSDATUM     | 23. Juni 1966                |
| GEBURTSORT       | Níjar                        |